# Saison 3 de Star Trek: Voyager
Chronologie
Saison 2 Saison 4
Cet article présente le guide de la troisième saison de la série télévisée Star Trek: Voyager.

## Épisodes

### Épisode 1:L'Assaut:2epartie
- Titre original : Basics - Part Two
- Numéro(s) : 43 (3–1) / Prod° : 146
- Scénariste(s) :
- Réalisateur(s) :
- Diffusion(s) : 
  -  États-Unis : 4 septembre 1996 sur UPN
  -  France : 2 janvier 2005 sur Jimmy
- Date stellaire : Inconnue
- Invité(es) : Brad Dourif
- Résumé : À la suite de la première partie qui clôturait la saison 2, l'équipage se trouve sur une planète hostile en étant à une période primitive de sa formation et dont la population en est au stade paléolithique. De son côté le Lieutenant Tom Paris tente de rallier une flotte talaxienne pour reprendre le Voyager. Parallèlement, le docteur aidé de Suder, organise la résistance dans le Voyager.
- Commentaire(s) :

### Épisode 2:Flashback
- Titre original : Flashback
- Numéro(s) : 44 (3–2) / Prod° : 145
- Scénariste(s) :
- Réalisateur(s) : David Linvingston
- Diffusion(s) : 
  -  États-Unis : 11 septembre 1996 sur UPN
  -  France : 2 janvier 2005 sur Jimmy
- Date stellaire : 50126.4
- Invité(es) :  George Takei, Grace Lee Whitney, Jeremy Roberts, Boris Krutonog, Michael Ansara
- Résumé :Tuvok est en proie à une vision. Dans cette vision, il se voit enfant tenter de sauver une petite fille d'une chute mortelle et échouer. Il semblerait que ce soit un souvenir refoulé or, pour les vulcains, un souvenir refoulé qui tente de réapparaître peut être dangereux.
- Commentaire(s) : Contrairement à ce qui est dit, Tim Russ n'a pas participé au film Star Trek 6 : Terre inconnue surtout en tant que vulcain, mais au film suivant Star Trek : Générations en tant que terrien, membre de l'équipage à bord de l'"Enterprise B". Cet épisode spécial est pour célébrer les 30 ans de "Star Trek".

### Épisode 3:Géhenne
- Titre original : The Chute
- Numéro(s) : 45 (3–3) / Prod° : 147
- Scénariste(s) :
- Réalisateur(s) :
- Diffusion(s) : 
  -  États-Unis : 18 septembre 1996 sur UPN
  -  France : 16 mars 2005 sur Jimmy
- Date stellaire : 50156.2
- Invité(es) :
- Résumé : Le lieutenant Tom Paris et l'enseigne Harry Kim se retrouvent prisonniers d'une prison acrytirienne. Ils sont accusés d'un attentat terroriste ayant fait 47 morts. Tandis qu'ils cherchent à s'évader, le capitaine Katheryn Janeway à bord du Voyager, enquête pour prouver leur innocence.
- Commentaire(s) :

### Épisode 4:L'Essaim
- Titre original : The Swarm
- Numéro(s) : 46 (3–4) / Prod° : 149
- Scénariste(s) :
- Réalisateur(s) :
- Diffusion(s) : 
  -  États-Unis : 25 septembre 1996 sur UPN
  -  France : 16 mars 2005 sur Jimmy
- Date stellaire : 50252.3
- Invité(es) :
- Résumé : Le voyager se retrouve par mégarde près du territoire d'une espèce insectoïde n'entretenant aucune relation avec les autres au point que leur traducteur universel ne fonctionne pas. Parallèlement, le docteur est en proie à une dégénérescence de ses réseaux mémoriels.
- Commentaire(s) :

### Épisode 5:Faux Profits
- Titre original : False Profits
- Numéro(s) : 47 (3–5) / Prod° : 144
- Scénariste(s) :
- Réalisateur(s) :
- Diffusion(s) : 
  -  États-Unis : 2 octobre 1996 sur UPN
  -  France :
- Date stellaire : 50074.3
- Invité(es) :
- Résumé : Durant sa route vers le Quadrant Alpha le Voyager tombe sur les traces d'un vortex aléatoire et aussi sur des traces d'utilisation d'un objet de la Fédération. Il s'agit d'un synthétiseur. Après une courte enquête ils se rendent compte qu'il s'agit de deux Ferengis égarés dans ce système.
- Commentaire(s) : Les deux Ferengis "perdus" viennent de l'épisode 8 de la saison 3 de Star Trek next génération "Le Prix".

### Épisode 6:Devoir de mémoire
- Titre original : Remember
- Numéro(s) : 48 (3–6) / Prod° : 148
- Scénariste(s) :
- Réalisateur(s) :
- Diffusion(s) : 
  -  États-Unis : 9 octobre 1996 sur UPN
  -  France :
- Date stellaire : 50203.1
- Invité(es) :
- Résumé : Alors que le Voyager transporte une délégation Enharane (une race Extra-Terrestre rencontrée dans le quadrant) B'Elanna Torres a des rêves érotiques très réels, et de son côté l’enseigne Harry Kim commence à nouer une romance avec une Enharienne.
- Commentaire(s) : Cet épisode doit marquer un changement parmi l'équipe traductrice, car dans la version française les anciens membres du Maquis à bord du Voyager ne se tutoient plus dans l'intimité, mais se vouvoient.

### Épisode 7:Rite sacré
- Titre original : Sacred Ground
- Numéro(s) : 49 (3–7) / Prod° : 143
- Scénariste(s) : Histoire de Geo Cameron, écrit par Lisa Klink
- Réalisateur(s) : Robert Duncan McNeill
- Diffusion(s) : 
  -  États-Unis : 30 octobre 1996 sur UPN
  -  France :
- Date stellaire : 50063.2
- Invité(es) : Becky Ann Baker (Guide rituel), Estelle Harris (la vieille femme), Keene Curtis (la vieil homme #1), Parley Baer (le vieil homme #2), Harry Groener (le magistrat)
- Résumé : Alors que certains membres de l'équipage visitent un temple sur une planète, Kes est sévèrement blessée par un champ énergétique dans l'une des chambres sacrées. Le docteur ne peut la soigner correctement s'il ne connaît pas l'origine de ses blessures or les moines gardiens refusent que l'on étudie le temple d'une façon ou d'une autre.
- Commentaire(s) : L'un des 1ers épisodes réalisé par Robert Duncan McNeill lui-même.

### Épisode 8:Un futur en danger: 1epartie
- Titre original : Future's End - Part One
- Numéro(s) : 50 (3–8) / Prod° : 150
- Scénariste(s) :
- Réalisateur(s) : David Livingston
- Diffusion(s) : 
  -  États-Unis : 6 novembre 1996 sur UPN
  -  France :
- Date stellaire : 50312.5
- Invité(es) :
- Résumé : Une faille temporelle s'ouvre devant le Voyager. Un vaisseau de la fédération du XXIXe siècle en sort. Il a pour mission de détruire le Voyager, responsable de la disparition du système solaire survenue au XXIXe siècle. Le Voyager tente de se défendre...
- Commentaire(s) : Durant ce double épisode, l'équipage du Voyager revient dans le quadrant Alpha. En acceptant l'aide de Rain, Janeway viole la Directive Première sans aucun problème, en entrant en contact avec le vieux Braxton, elle viole la directive première temporelle, or elle est connue pour ne jamais faire une seule entorse aux règlements de Starfleet.

### Épisode 9:Un futur en danger:2epartie
- Titre original : Future's End - Part Two
- Numéro(s) : 51 (3–9) / Prod° : 151
- Scénariste(s) : Brannon Braga et Joe Menosky
- Réalisateur(s) : Cliff Bole
- Diffusion(s) : 
  -  États-Unis : 13 novembre 1996 sur UPN
  -  France :
- Date stellaire : 50312.5
- Invité(es) : Rain Robinson (Sarah Silverman), Capitaine Braxton (Allan G Royal), Henry Starling (Ed Begley Jr), Butch (Brent Hinkley), Porter (Clayton Murray).
- Résumé : Le Voyager de retour dans le quadrant Alpha est piégé dans le XXe siècle (1996). Un vaisseau temporel du XXIXe siècle est depuis 30 ans aux mains d'une multinationale qui utilise sa technologie pour révolutionner le domaine de l'informatique et attaquer le Voyager...
- Commentaire(s) : C'est grâce à ce vaisseau du XXIXe siècle et au personnage machiavélique de cet épisode que le docteur est équipé désormais d'un appareil holographique portable lui permettant d'aller où bon lui semble. En tuant l'homme de main de Starling, Janeway enfreint la directive première no 2. Les révoltés armés qui retiennent Chakotay et Torres, sont une référence au siège de Waco, célèbre affaire des années 1990 où des familles religieuses étaient en conflit avec le gouvernement américain. Allan G Royal sera remplacé par Bruce McGill dans la saison 7 pour interpréter le capitaine Braxton.

### Épisode 10:Le Seigneur de guerre
- Titre original : Warlord
- Numéro(s) : 52 (3–10) / Prod° : 152
- Scénariste(s) : Histoire de Lisa Klink, écrit par Andrew Shepard Price et Mark Gaberman
- Réalisateur(s) : David Livingston
- Diffusion(s) : 
  -  États-Unis : 20 novembre 1996 sur UPN
  -  France :
- Date stellaire : 50348.1
- Invité(es) : Adin (Anthony Crivello), Demmas (Brad Greenquist), Nori (Galyn Görg), Resh (Charles Emmett), Ameron (Karl Wiedergott), Tieran (Leigh J. McCloskey).
- Résumé : Le Voyager sauve l'équipage d'un vaisseau en perdition. À la suite de cela un des rescapés finit par mourir et prend possession du corps de Kes pour reconquérir sa planète natale.
- Commentaire(s) : L'histoire du holodeck dans les Caraïbes pour la 3e saison commence dès cet épisode. Malgré le fait qu'un étranger ait pris le corps de Kes, l'annonce de sa séparation avec Neelix n'est pas démentie et marque la fin du couple.

### Épisode 11:Q-uerelle de succession
- Titre original : The Q and the Grey
- Numéro(s) : 53 (3–11) / Prod° : 153
- Scénariste(s) : Histoire de Shawn Piller, écrit par Kenneth Biller
- Réalisateur(s) : Cliff Bole
- Diffusion(s) : 
  -  États-Unis : 27 novembre 1996 sur UPN
  -  France :
- Date stellaire : 50384.2
- Invité(es) : Femme Q (Suzie Plakson), Colonel Q (Harve Presnell), Q (John de Lancie)
- Résumé : Q apparait de nouveau sur le Voyager, il demande au capitaine Janeway d'avoir un enfant avec lui. De la s'ensuit une course effrénée, jusqu'à ce qu'il emmène le capitaine dans le continuum Q pour lui dévoiler les véritables raisons de son besoin d'avoir un enfant.
- Commentaire(s) :

### Épisode 12:Macrovirus
- Titre original : Macrocosm
- Numéro(s) : 54 (3–12) / Prod° : 154
- Scénariste(s) : Brannon Braga
- Réalisateur(s) : Alexander Singer
- Diffusion(s) : 
  -  États-Unis : 11 décembre 1996 sur UPN
  -  France :
- Date stellaire : 50425.1
- Invité(es) : Tak Tak (Albie Selznick), Minier Garan (Mickael Fiske)
- Résumé : Le Voyager reçoit un message de détresse : les habitants d'une colonie minière sont presque tous mort d'un terrible virus. Le docteur part leur porter secours. Malheureusement, malgré toutes les précautions prises, le vaisseau est à son tour contaminé.
- Commentaire(s) : En T-shirt, couverte de sueur, le fusil sous le bras et dans un environnement hostile, Janeway est clairement un clin d'œil à Ellen Ripley dans le film Aliens, le retour.

### Épisode 13:Un marché honnête
- Titre original : Fair Trade
- Numéro(s) : 55 (3–13) / Prod° : 156
- Scénariste(s) : Histoire de Ronald Wilkerson et Jean Louise Matthias, scénario de Andre Bormanis
- Réalisateur(s) : Jesus Salvador Trevino
- Diffusion(s) : 
  -  États-Unis : 8 janvier 1997 sur UPN
  -  France :
- Date stellaire : Inconnue
- Invité(es) : Wixiban (James Nardini), Bahrat (Carlos Carrasco), Enseigne Vorik (Alexander Endberg), Sutok (Steve Kehela), Tosin (James Horan), Vendeur-Dealer (Eric Sharp)
- Résumé :  Arrivé devant l'étendue de Nécrit, Neelix n'ose pas avouer qu'il n'est jamais allé au-delà de ce point. "Voyager" s'arrête à la station d'entrée de la nébuleuse avant de continuer le voyage et Neelix tombe sur un compatriote qui a mal tourné. Pour lui donner un coup de main et dénicher une carte de la zone inconnue, Neelix se retrouve mêlé à son insu à une affaire de drogue.
- Commentaire(s) : La station d'entrée fait logiquement penser à la station Deep Space Nine.

### Épisode 14:Alter Ego
- Titre original : Alter Ego
- Numéro(s) : 56 (3–14) / Prod° : 155
- Scénariste(s) : Joe Menosky
- Réalisateur(s) : Robert Picardo
- Diffusion(s) : 
  -  États-Unis : 15 janvier 1997 sur UPN
  -  France :
- Date stellaire : 50460.3
- Invité(es) : Marayna (Sandra Nelson), Enseigne Vorik (Alexander Enberg), Femme du holodeck (Shay Todd)
- Résumé : Arrivée devant une nébuleuse inversée, Janeway tente d'étudier ce magnifique et dangereux phénomène. Harry Kim a, quant à lui, bien du mal à oublier une femme fascinante qui se trouve dans le holodeck Caraïbes, tant et si bien qu'il en vient à demander de l'aide à Tuvok pour anéantir son sentiment d'amour. Tuvok, curieux, cherche à en savoir plus sur la femme holographique et découvre qu'elle est étrangement trop réelle pour être vraie.
- Commentaire(s) : Premier épisode réalisé par l'interprète du docteur. Kes en est totalement absente, l'actrice étant probablement en tournage dans un autre épisode en parallèle. Arrivée du Kalto, le jeu Vulcain que Tuvok décrit ansi : « Le kalto est aux échecs, ce que les échecs sont aux petits chevaux. »

### Épisode 15:Coda
- Titre original : Coda
- Numéro(s) : 57 (3–15) / Prod° : 158
- Scénariste(s) : Jeri Taylor
- Réalisateur(s) : Nancy Malone
- Diffusion(s) : 
  -  États-Unis : 29 janvier 1997 sur UPN
  -  France :
- Date stellaire : 50518.6
- Invité(es) : Amiral Edward Janeway (Len Cariou)
- Résumé : Ayant pour but d'explorer une planète, Janeway et Chakotay semblent être pris dans une boucle temporelle. Quand la capitaine meurt, elle revient au moment où leur vaisseau aborde la planète. Elle peut alors modifier ses choix, mais en vain. Janeway en vient à vivre sa mort. Dans une expérience au-delà du corps, elle rencontre quelqu'un prétendant être son père. Dès lors, elle cherche à communiquer avec l'équipage. Kes est sensible à sa présence, toutefois, après plusieurs jours de travail infructueux, tous doivent accepter sa mort et lui font ses obsèques. Dérivant entre la réalité et cette fiction qu'est sa mort, Janeway comprend que celui qui prétend être son père est une entité qui parasite son cerveau tandis que le docteur tente de la ranimer.
- Commentaire(s) : Dans cet épisode, on apprend combien B'Elanna Torres détestait la capitaine et lui reprochait l'égarement de l'équipage, jusqu'à ce qu'elle apprécie la compassion de la terrienne.

### Épisode 16:La Fièvre dans le sang
- Titre original : Blood Fever
- Numéro(s) : 58 (3–16) / Prod° : 316
- Scénariste(s) : Lisa Klink
- Réalisateur(s) : Andrew Robinson
- Diffusion(s) : 
  -  États-Unis : 5 février 1997 sur UPN
  -  France :
- Date stellaire : 50537.2
- Invité(es) : Enseigne Vorik (Alexander Enberg), Ishan (Bruce Bohne)
- Résumé : Le Pon farr perturbe la mission d'une équipe. Vorik, enseigne de son état, propose froidement à B'elanna qu'ils s'accouplent. Celle-ci refuse et il lui prouve son indispensable valeur masculine en l'agressant. Il se battent à la suite d'un contact de Vorik sur B'Elanna, et se retrouvent chez le docteur qui comprend que le Vulcain est sujet au Pon farr. Quant à B'Elanna, elle est appelée à explorer une planète intéressante par sa richesse en gallacite, matériau rare et utile. Accompagnée de Neelix et Tom Paris, ils découvrent des ruines avant de se rendre dans d'anciennes mines abandonnées. Vorik refuse l'aide d'un médecin et choisit de chercher à contrôler le Pon farr grâce à la méditation. Il compte vivre seul cette expérience, attitude normale pour un Vulcain dans une telle situation. Dans les mines, Neelix tombe et se blesse. B'Elanna, fâchée, le blâme de cet accident et mord Tom Paris qui tente de la calmer. Elle se sent responsable de la mission et, obstinée, part seule pour la remplir. Le comportement de B'Elanna découle d'une réaction neuro-chimique au Pon farr. Cela semble éveiller la possessivité de B'Elanna, ainsi que sa susceptibilité au blâme. Tuvok et Chakotay rejoignent l'équipe souterraine pour lui venir en aide. Quand ils la retrouvent, ils sont attaqués par des humanoïdes, les Sakaris qui vivent sous terre et n'apparaissent même pas sur les détecteurs.
- Commentaire(s) : Vorik faisait partie du maquis, et bien qu'il ait son plus grand rôle dans cet épisode, il sera un acteur récurrent du début jusqu'à la fin de la série. Quant à l'histoire d'amour entre Paris et B'Elanna, elle commence à partir de cet épisode. Cet épisode marque aussi l’arrivée des borgs dans la série Voyager. La gallacite est, paraît-il, indispensable, entre autres, aux bobines de distorsions ; mais elle ne fut plus jamais citée dans Star Trek. Les costumes d'explorations ne seront dans aucun autre épisode, ce qui laisse à penser que soit les fans n'ont pas aimé à l'époque, soit les acteurs ou même la production, après coup, peut les avoir trouvés ridicules ou superflus. Épisode réalisé par Elim Garak de Deep Space Nine.

### Épisode 17:Le Collectif
- Titre original : Unity
- Numéro(s) : 59 (3–17) / Prod° : 159
- Scénariste(s) : Kenneth Biller
- Réalisateur(s) : Robert Duncan McNeill
- Diffusion(s) : 
  -  États-Unis : 12 février 1997 sur UPN
  -  France :
- Date stellaire : 50614.2
- Invité(es) : Dr Riley Frazier (Lori Hallier), Orum (Ivar Brogger), Enseigne Kaplan (Susan Dalian)
- Résumé : En fin d'exploration avec la navette, Chakotay et l'enseigne Kaplan reçoivent un message de détresse. Ils se posent alors sur la planète d'où est émis ce message et tombent dans un piège tendus par d'anciens Borgs libérés du collectif. Pendant ce temps, le "Voyager" découvre un cube Borg à l'abandon.
- Commentaire(s) : Toujours dans l'étendue de Nekrit. Encore un épisode réalisé par Robert Duncan McNeill (Tom Paris). D'autres épisodes à venir traiteront du même sujet, à savoir les Borgs libérés du collectif Borg, et les autres épisodes seront nettement supérieurs car le scénario bien qu'innovant est très naïf par bien des côtés.

### Épisode 18:L'ennemi intérieur
- Titre original : Darkling
- Numéro(s) : 60 (3–18) / Prod° : 161
- Scénariste(s) : Histoire de Brannon Braga et Joe Menosky, écrit par Joe Menosky
- Réalisateur(s) : Alexander Singer
- Diffusion(s) : 
  -  États-Unis : 19 février 1997 sur UPN
  -  France :
- Date stellaire : 50693.2
- Invité(es) : Zahir (David Lee Smith), Nakahn (Stephen Davies), Ghandi (Noel de Souza), Lord Byron (Christopher Clarke), Enseigne Brooks (Susan Henley)
- Résumé : Le Docteur cherche à enrichir sa personnalité des traits de caractères issus de personnages historiques. Mais les sous-programmes vont interagir et constituer peu à peu une nouvelle personnalité caractérielle, agressive et quelque peu perverse. Pendant ce temps Kes pense quitter le Voyager et suivre son amant...
- Commentaire(s) : Kes nous rappelle qu'elle a déjà 3 ans, sachant qu'elle a une espérance de vie de 9 ans en moyenne, elle ne s'estime pas satisfaite du manque d'aventure dans sa vie. La planète que le "Voyager" survole est la même que dans l'épisode précédent, l'équipe technique ayant simplement blanchit la planète, alors que dans l'épisode d'avant, la planète tirait sur le vert (reconnaissable à la pointe continentale rappelant la corne de l'Afrique).

### Épisode 19:Défiance mortelle
- Titre original : Rise
- Numéro(s) : 61 (3–19) / Prod° : 160
- Scénariste(s) : Histoire de Jimmy Diggs, écrit par Brannon Braga
- Réalisateur(s) : Robert Scheerer
- Diffusion(s) : 
  -  États-Unis : 26 février 1997 sur UPN
  -  France :
- Date stellaire : Inconnue
- Invité(es) : Ambassadeur Nezu (Alan Oppenheimer), Lillias (Lisa Kaminir), Sklar (Kelly Connell), Dr Vatm (Tom Towless), Hanjuan (Geof Prysirr), Goth (Gary Bullock)
- Résumé : Alors que le "Voyager" aide une planète qui subit une pluie incessante d'astéroïdes, Neelix et Tuvok, sont chargés d'aller récupérer un docteur ayant des informations essentielles. La navette est prise dans les turbulences atmosphériques et se pose tant bien que mal sur la planète avec l'impossibilité de redécoller et de contacter le "Voyager". Neelix, apercevant un ascenseur électro-gravitique et disant avoir travaillé sur ce genre d'appareil alors qu'il était sur son monde natal, se propose de le réparer afin de grimper dans la ionosphère, ce qui permettrait un sauvetage et d'emmener le Dr Vatm avec eux par la même occasion. La remontée ne se fait pas sans problème et bientôt le 1er meurtre a lieu. Un traître est parmi eux...
- Commentaire(s) : Neelix rebaptise l'ascenseur "Alixia" qui était le nom de sa défunte sœur adorée, et parle également de la guerre sur "Talax" qui a tué toute sa famille. Neelix se met pour la première fois en colère contre Tuvok : alors qu'il l'admire sans limite, le vulcain éprouve le contraire selon lui. L'ascenseur électro-gravitique est à l'étude sérieusement depuis de nombreuses années et est techniquement possible.

### Épisode 20:Le Fils préféré
- Titre original : Favorite Son
- Numéro(s) : 62 (3–20) / Prod° : 162
- Scénariste(s) : Lisa Klink
- Réalisateur(s) : Marvin Rush
- Diffusion(s) : 
  -  États-Unis : 19 mars 1997 sur UPN
  -  France :
- Date stellaire : 50732.4
- Invité(es) : Eliann (Cari Shayne), Lyris (Deborah May), Taymon (Patrick Fabian), Rina (Kelli Kirkland), Malia (Kristanna Loken), Alben (Christopher Caroll), Mère de Kim (Irene Tsu), Enseigne Brooks (Susan Henley)
- Résumé : Harry Kim agit étrangement et est même relevé provisoirement de ses fonctions sur la passerelle. Par la suite, des taches apparaissent sur son visage. Après étude par le docteur, il semble que son ADN soit en train de changer. Le fait d'approcher d'une planète appelée Tarésia où vivent 90 % de femmes et où la polygamie est normale, n'est pas sans rapport.
- Commentaire(s) : B'Elanna Torres manque de mourir lors d'une attaque d'un autre vaisseau.

### Épisode 21:Décalage temporel
- Titre original : Before and After
- Numéro(s) : 63 (3–21) / Prod° : 163
- Scénariste(s) : Kenneth Biller
- Réalisateur(s) : Allan Kroeker
- Diffusion(s) : 
  -  États-Unis : 9 avril 1997 sur UPN
  -  France :
- Date stellaire : Inconnue
- Invité(es) : Linnis Paris (Jessica Collins), Benaren (Michael L Maguire), Andrew Kim (Christopher Aguilar), Jeune Kes (Janna Michaels), Martis (Rachael Harris)
- Résumé : Kes est pris dans une boucle temporelle. Tandis que B'Elanna et le Docteur tentent de la sortir de son coma, elle, de son côté, est condamnée à voyager de façon régressive dans le temps.
- Commentaire(s) : Il est clairement spécifié à la fin de l'épisode que Kes a vécu des futurs possibles et non des futurs certains. De plus, ses passages dans le temps ont pu affecter le continuum espace temps. Dans une de ses régressions, Tom Paris lui parle de "l'année de l'enfer" où de nombreuses personnes sont mortes, dont Janeway et Torres à cause de torpilles à Kronitrons, or cet épisode existe réellement (saison 4, épisodes 8 et 9) et il y a bien des torpilles à Kronitrons. Le bébé Kes n'a pas eu le maquillage des oreilles spécifiques aux Ocampas. Premier épisode de la série où l'on voit Kes avec les cheveux longs.

### Épisode 22:La Vraie Vie
- Titre original : Real Life
- Numéro(s) : 64 (3–22) / Prod° : 164
- Scénariste(s) : Histoire de Harry Doc. Kloor, écrit par Jeri Taylor
- Réalisateur(s) : Anson Williams
- Diffusion(s) : 
  -  États-Unis : 23 avril 1997 sur UPN
  -  France :
- Date stellaire : 50863.2
- Invité(es) : Charlène (Wendy Schaal), Jeffrey (Glenn Harris), Belle (Lindsay Haun), Larg (Stephen Ralston), K'Kath (Chad Haywood)
- Résumé : Le Docteur expérimente dans le holodeck la vie de famille. B'Elanna y ajoute quelques modifications afin de rendre ça plus réaliste. Tandis que le docteur se noie avec les soucis de sa famille reformatée, le Voyager tombe sur un tourbillon plasmique et tente de récolter du plasma pour leurs synthétiseurs de façon à ne plus devoir les utiliser avec restriction.
- Commentaire(s) : Robert Picardo et Wendy Schaal, amis depuis plus de 20 ans, jouaient tous les deux dans le film L'Aventure intérieure, même s'ils n'avaient pas de scènes communes. La fin de cet épisode est très émouvante.

### Épisode 23:Chaînon manquant
- Titre original : Distant Origin
- Numéro(s) : 65 (3–23) / Prod° : 165
- Scénariste(s) : Brannon Braga et Joe Menosky
- Réalisateur(s) : David Livingston
- Diffusion(s) : 
  -  États-Unis : 30 avril 1997 sur UPN
  -  France :
- Date stellaire : Inconnue
- Invité(es) : Forra Gegen (Henry Woronicz), Tova Veer (Christopher Liam Moore), Haluk (Marshall R. Teague), Ministre Odala (Concetta Tomei), Frola Gegen (Nina Minton)
- Résumé : Deux paléontologues Voths découvrent un squelette bipède dans une caverne sur une planète du quadrant delta. Son ADN porte 47 allèles en commun avec celui des Voths. Les deux races sont cousines et descendent d'un ancêtre commun. Pour guider leurs recherches vers ces origines communes, ils découvrent à côté du squelette mort il y a un an des artefacts, les guidant jusqu'à un vaisseau humain : Le Voyager...
- Commentaire(s) : Il est fait mention pour la première fois de vitesse de trans-distorsion. Le "Voyager" se fait téléporter dans un vaisseau si grand que le "Voyager" semble être un jouet. Il est évident que les Voths grâce à leur technologie, n'ont jamais été inquiétés par les "Borgs" pourtant dans le même quadrant.

### Épisode 24:L'échange
- Titre original : Displaced
- Numéro(s) : 66 (3–24) / Prod° : 166
- Scénariste(s) : Lisa Klink
- Réalisateur(s) : Allan Kroeker
- Diffusion(s) : 
  -  États-Unis : 7 mai 1997 sur UPN
  -  France :
- Date stellaire : 50912.4
- Invité(es) : Dammar (Kenneth Tigar), Jarlath (Mark L. Taylor), Rislan (James Noah), Taleen (Nancy Youngblut), Enseigne Lang (Deborah Levin)
- Résumé : Un homme apparaît brusquement sur le Voyager, c'est un Nyrien, il est effrayé, semble perdu et dit venir d'une lointaine colonie. L'équipage prend soin de lui en abaissant les lumières trop lumineuses et en remontant le chauffage à sa convenance. Cependant Kes a disparu au moment même de l'arrivée de l'étranger. Or ce n'est pas un cas isolé car peu de temps après un autre Nyrien apparaît et un autre membre de l'équipage disparaît. Janeway fait en sorte de comprendre ce mystère car les disparitions et apparitions inquiétantes ont lieu régulièrement toutes les 9 minutes et 20 secondes.
- Commentaire(s) : Scénario très intelligent car ce qui au départ semble presque amusant, prend une tournure très inquiétante et dangereuse. Suite directe de l'épisode précédent où après un pari entre Paris et Torres et perdu par Torres, Paris propose un combat d'art martial Klingon au holodeck. Au début de cet épisode, les deux sortent du holodeck. B'Elanna est furieuse de ne pas avoir gagné.

### Épisode 25:Scénario catastrophe
- Titre original : Worst Case Scenario
- Numéro(s) : 67 (3–25) / Prod° : 167
- Scénariste(s) : Kenneth Biller
- Réalisateur(s) : Alexander Singer
- Diffusion(s) : 
  -  États-Unis : 14 mai 1997 sur UPN
  -  France :
- Date stellaire : 50953.4
- Invité(es) : Seska (Martha Hackett)
- Résumé : Un programme clandestin du holodeck devient très populaire parmi certains membres de l'équipage. Il raconte une mutinerie fomentée par les anciens du maquis. L'holo-roman finit par être connu de tous avec la question de savoir qui l'a écrit. Tuvok avoue l'avoir créé pour être une simulation d'entraînement pour les officiers de la sécurité comme scénario probable au début de leurs aventures, mais ne pas l'avoir terminé quand il a vu la très bonne entente entre les membres de l'équipage. Paris se propose alors d'en écrire la fin, sauf que Seska l'a déjà fait avant de mourir...
- Commentaire(s) : Étrangement, le docteur n'est pas présent lors de la réunion des officiers.

### Épisode 26:Scorpion: 1epartie
- Titre original : Scorpion - Part One
- Numéro(s) : 68 (3–26) / Prod° : 168
- Scénariste(s) : Brannon Braga et Joe Menosky
- Réalisateur(s) : David Livingston
- Diffusion(s) : 
  -  États-Unis : 21 mai 1997 sur UPN
  -  France :
- Date stellaire : 50984.3
- Invité(es) : Léonard de Vinci (John Rhys-Davies)
- Résumé : Le Voyager entre dans l'espace Borg. Alors que la situation parait désespérée face à 15 cubes Borg et que le capitaine envisage la possibilité de se retirer dans une zone moins hostile du quadrant Delta et d'abandonner un retour sur Terre, les cubes poursuivent leur chemin sans s'attaquer au Voyager. Ils semblent fuir quelque chose...
- Commentaire(s) : Dernier générique de début nommant les grades des officiers et le nom de Kes. Début du holodeck avec Léonard de Vinci. Les pouvoirs de Kes commencent à se développer énormément. C'est la 1re fois que la (bonne) décision de Janeway est vivement critiquée par Chakotay. Début de l'espèce 8472 qui reviendront à plusieurs reprises. Il y a d'ailleurs une erreur de traduction car à la post-synchronisation, elle devient l'espèce 8972. Pour coller au mieux le nom de l'espèce en français, les prochaines prononciations se feront à l'américaine, à savoir nombre par nombre 8.4.7.2.